# 聖潘塔萊奧島

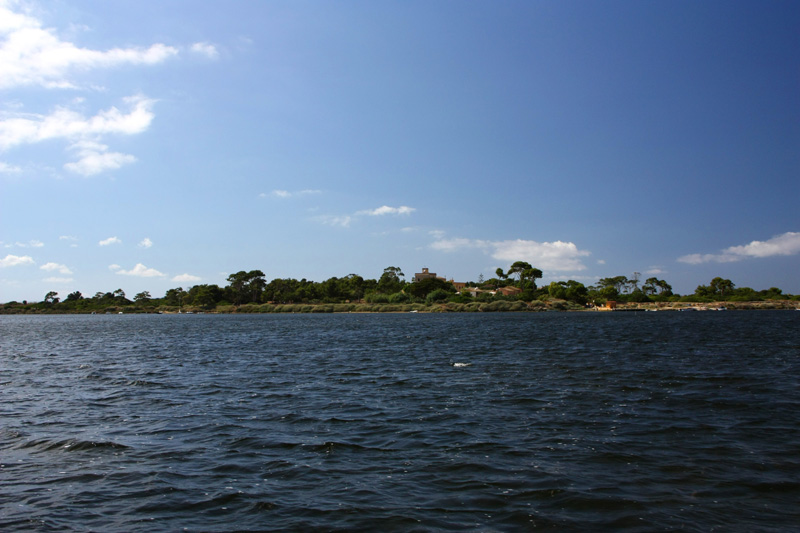

聖潘塔萊奧島是意大利的島嶼，屬於斯塔尼奧內群島的一部分，由馬爾薩拉負責管轄，長0.9公里、寬0.71公里，面積0.45平方公里，最高點海拔高度55米，2001年人口僅10人。